# Rajd Volán 1977
Rajd Volán 1977 (9. Volán Rallye 1977) – 9. edycja rajdu samochodowego Rajd Volán rozgrywanego na Węgrzech. Rozgrywany był od 21 do 22 maja 1977 roku. Rajd był pierwszą rundą Rajdowego Pucharu Pokoju i Przyjaźni w roku 1977 oraz drugą rundą Rajdowych Mistrzostw Węgier w roku 1977.

## Klasyfikacja rajdu
| Miejsce                                  | Kierowca               | Pilot                  | Samochód               | Czas                   | Strata                 |                        |
| Klasyfikacja generalna                   | Klasyfikacja generalna | Klasyfikacja generalna | Klasyfikacja generalna | Klasyfikacja generalna | Klasyfikacja generalna | Klasyfikacja generalna |
| ---------------------------------------- | ---------------------- | ---------------------- | ---------------------- | ---------------------- | ---------------------- | ---------------------- |
| 1.                                       | Attila Ferjáncz        | József Keresztesi      | Renault 17 Gordini     | 1:15:39                | –                      |                        |
| 2.                                       | Václav Blahna          | Lubislav Hlávka        | Škoda 130 RS           | 1:18:10                | +2:31                  |                        |
| 3.                                       | Leo Pavlík             | Oldřich Gottfried      | Škoda 130 RS           | 1:18:39                | +3:00                  |                        |
| 4.                                       | Vlastimil Havel        | Miroslav Wohanka       | Škoda 130 RS           | 1:18:54                | +3:15                  |                        |
| 5.                                       | Tomáš Hank             | Arnošt Neubauer        | Škoda 130 RS           | 1:20:24                | +4:45                  |                        |
| 6.                                       | János Tóth sen.        | László Faludy          | BMW 2000 Ti            | 1:20:40                | +5:01                  |                        |
| 7.                                       | Radoslav Petkov        | Kostadin Gurlev        | Lada VAZ 21011         | 1:20:48                | +5:09                  |                        |
| 8.                                       | Sergiy Vukovych        | Viktor Moskovskikh     | Lada VAZ 21011         | 1:21:59                | +6:20                  |                        |
| 9.                                       | Rezső Kovács           | László Kiss sen.       | Lada VAZ 21011         | 1:22:29                | +6:50                  |                        |
| 10.                                      | Aleksandr Varenko      | Viktor Ignatyev        | Lada VAZ 21011         | 1:23:01                | +7:22                  |                        |
| Klasyfikacja RPPiP                       |                        |                        |                        |                        |                        |                        |
| 1.                                       | Václav Blahna          | Lubislav Hlávka        | Škoda 130 RS           | 1:18:10                | 0,0                    |                        |
| 2.                                       | Leo Pavlík             | Oldřich Gottfried      | Škoda 130 RS           | 1:18:39                | +29                    |                        |
| 3.                                       | Vlastimil Havel        | Miroslav Wohanka       | Škoda 130 RS           | 1:18:54                | +44                    |                        |
| 4.                                       | Tomáš Hank             | Arnošt Neubauer        | Škoda 130 RS           | 1:20:24                | +2:14                  |                        |
| 5.                                       | Radoslav Petkov        | Kostadin Gurlev        | Lada VAZ 21011         | 1:20:48                | +2:38                  |                        |
| 6.                                       | Sergiy Vukovych        | Viktor Moskovskikh     | Lada VAZ 21011         | 1:21:59                | +3:49                  |                        |
| 7.                                       | Rezső Kovács           | László Kiss sen.       | Lada VAZ 21011         | 1:22:29                | +4:19                  |                        |
| 8.                                       | Aleksandr Varenko      | Viktor Ignatyev        | Lada VAZ 21011         | 1:23:01                | +4:51                  |                        |
| Klasyfikacja Rajdowych Mistrzostw Węgier |                        |                        |                        |                        |                        |                        |
| 1.                                       | Attila Ferjáncz        | József Keresztesi      | Renault 17 Gordini     | 1:15:39                | –                      |                        |
| 2.                                       | János Tóth sen.        | László Faludy          | BMW 2000 Ti            | 1:20:40                | +5:01                  |                        |
| 3.                                       | Rezső Kovács           | László Kiss sen.       | Lada VAZ 21011         | 1:22:29                | +6:50                  |                        |